# Strongylosomides cylindricus
Strongylosomides cylindricus är en mångfotingart som först beskrevs av Henri W. Brölemann 1902.  Strongylosomides cylindricus ingår i släktet Strongylosomides och familjen Chelodesmidae. Inga underarter finns listade i Catalogue of Life.